# شهر قدیم تفلیس

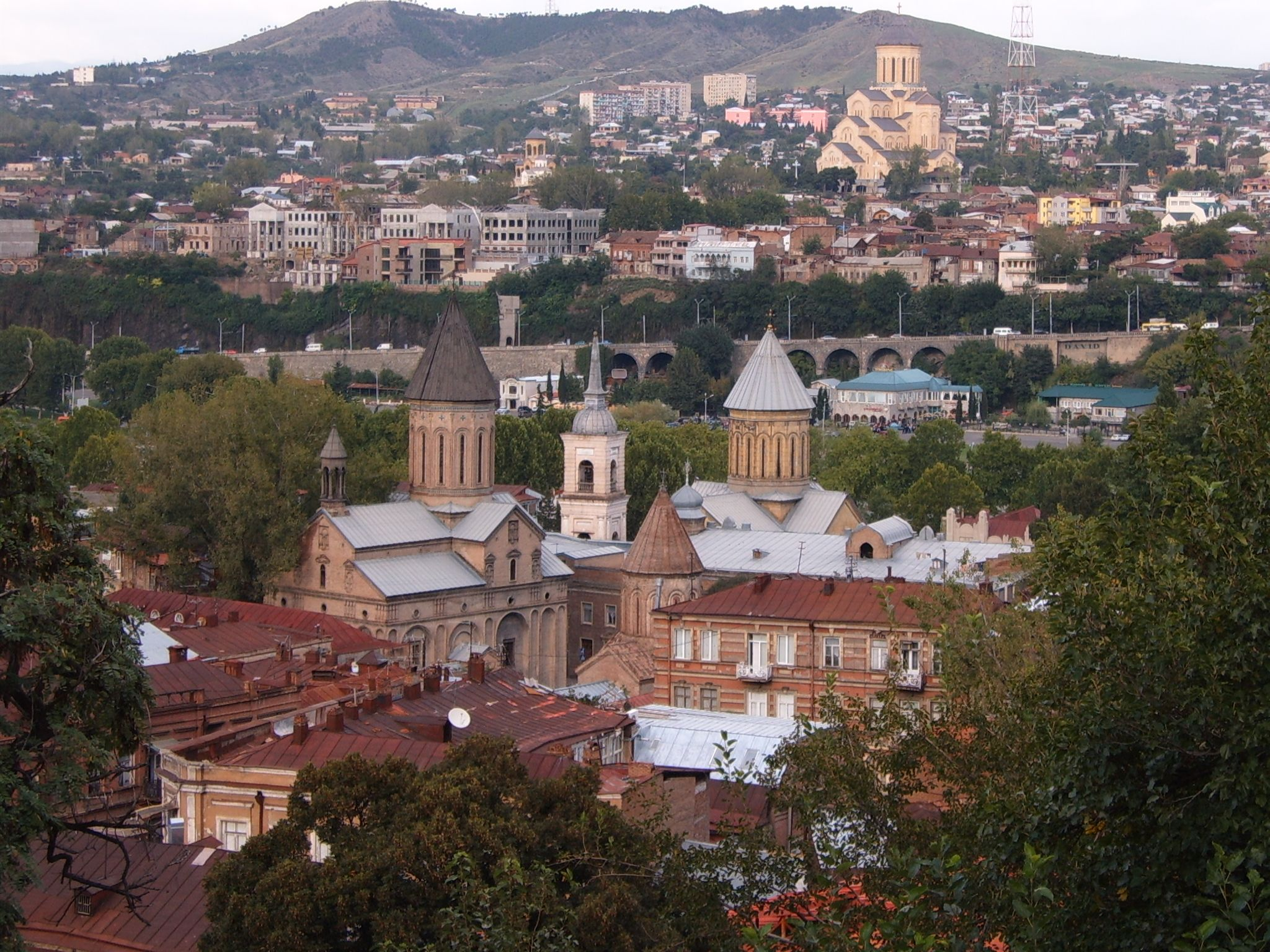
نمایی از شهر قدیم تفلیس و محله سولولاکی

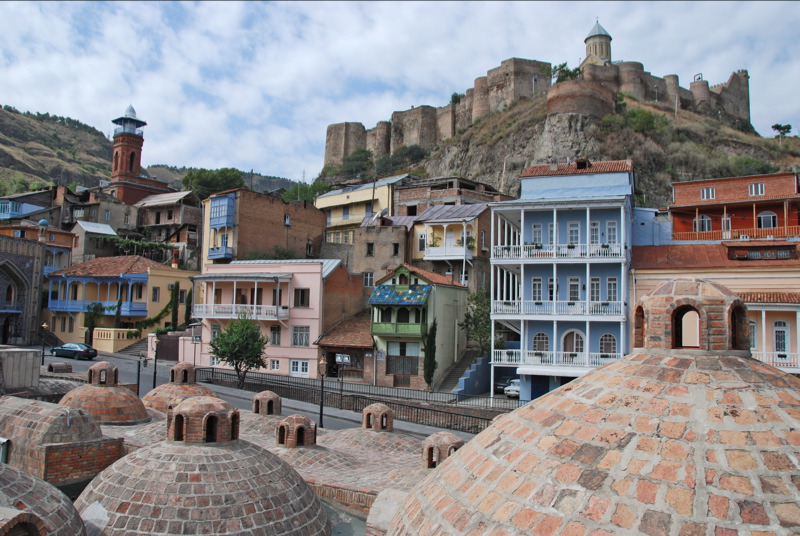
نمایی از نارین قلعه و حمام‌های گوگرد در شهر قدیم تفلیس

شهر قدیم تفلیس (به گرجی ძველი თბილისი) به بخش مرکزی و هسته اولیه شهر تفلیس، پایتخت گرجستان گفته می‌شود که بر روی چشمه‌های آب گرم گوگرد واقع شده است. این بخش از شهر که شامل محله‌های سولولاکی، تاسمیندا، اورتاچالا و اولاباری نیز می‌شود بر حاشیه رود کورا واقع است. ساکنان این منطقه را گرجیان ارتدکس، یهودیان، آذری‌ها و ارامنه تشکیل می‌دهند و در سال ۱۹۹۳ در فهرست میراث جهانی یونسکو ثبت شده است.

## تاریخچه و ساختار

نمایی از یک خانه قدیمی در شهر قدیم تفلیس

بخش عمده‌ای از شهر قدیم تفلیس پس از حمله ارتش ایران در دوران حاکمیت آقا محمد خان قاجار به‌طور گسترده‌ای تخریب شده است و پس از استقلال گرجستان از ایران عملیات بازسازی این شهر توسط معماران محلی و ارمنی آغاز شد و این عملیات تا میانه قرن ۱۹ میلادی ادامه داشته است.
هسته اولیه شهر تفلیس به قرن پنجم میلادی باز می‌گردد که در قرن ۱۹ مورد بازسازی قرار گرفته و خیابان‌های آن سنگ‌فرش شده‌اند. خیابان‌ها و کوچه‌های شهر قدیم تفلیس پیچ در پیچی قرون وسطایی خود را حفظ کرده‌اند.
این شهر قدیم دارای معماری خاصی است که در آن بالکن‌ها، راهرو، دالان، حیاط مرکزی و معابر داخلی ساختمان همچنان معماری قدیم خود را حفظ کرده است. بالکن و ایوان نیز همواره بخشی از زندگی در بافت قدیم به شمار می‌رفته است.

## معماری و ساختمان

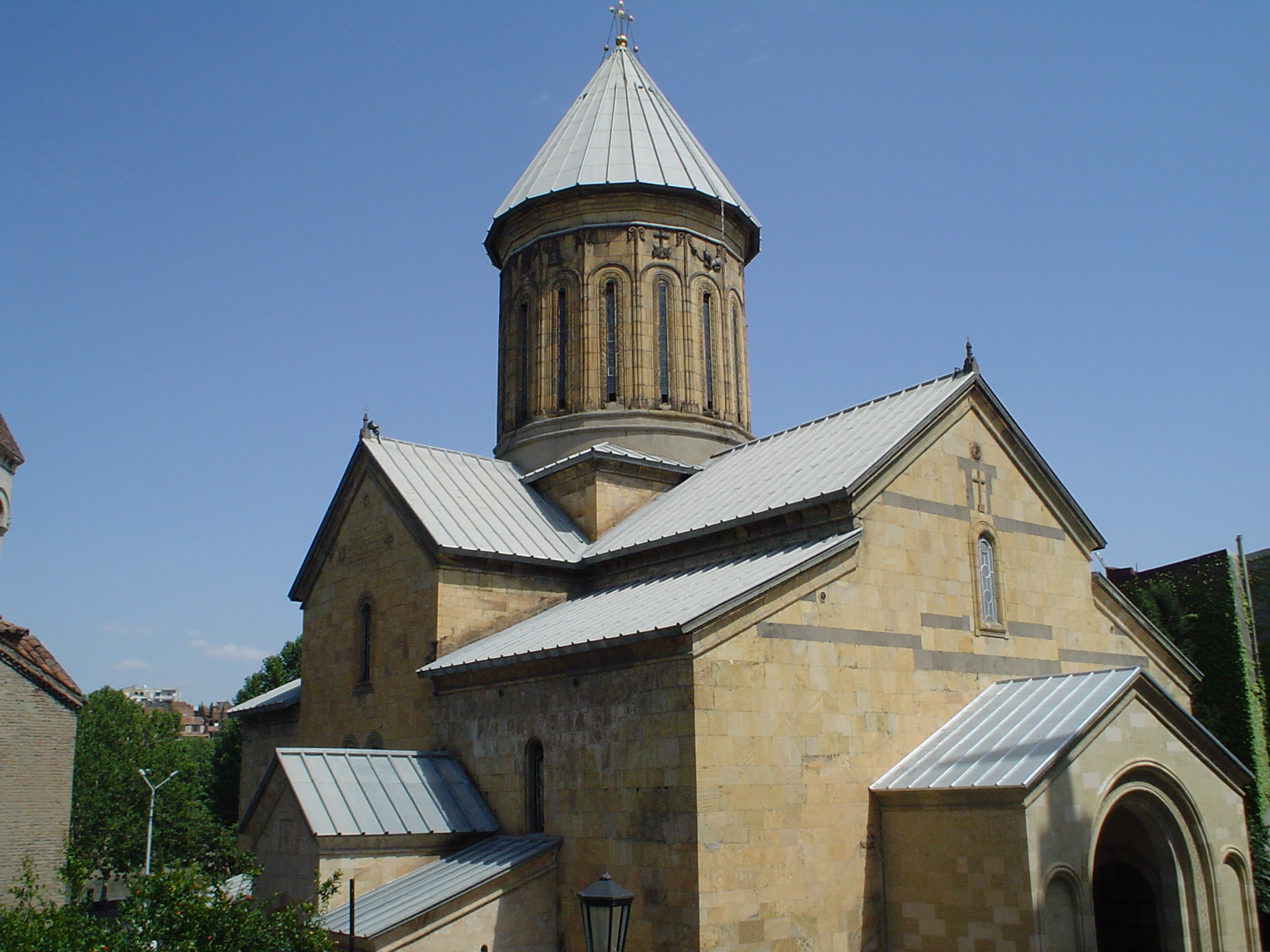
صومعه سیونی در شهر قدیم تفلیس

شهر قدیم تفلیس ترکیبی از معماری تاریخ ادیان مختلف و متعدد ساکن این منطقه است. در حال حاضر سه کلیسای ارتدکس گرجی از قرون پنجم، ششم و سیزدهم و همچنین مسجد مسلمانان و کنیسه یهودیان وجود دارد و مورد استفاده پیروان این ادیان قرار می‌گیرد. 